# Verlinghem
Verlinghem là một xã của tỉnh Nord, thuộc vùng Hauts-de-France, miền bắc nước Pháp.
It is part of the Urban Community of Lille Métropole.